# Descanso en la huida a Egipto (Caravaggio)
Descanso en la huida a Egipto, también titulado Sagrada Familia con ángel músico es un cuadro realizado por Caravaggio en 1597, que fue uno de los primeros de los suyos que abordaba temas bíblicos.
Formó parte del conjunto dedicado a su mecenas, Francesco Del Monte, quien años más tarde lo donó al palacio Aldobrandini (como un regalo a Clemente VIII, de esa familia). Su autoría no es discutida, pero lo que sí está en disputa es el resto de los lunetos que Caravaggio «realizó» para Del Monte, la mayoría son atribuidos a Domenichino y Albani. Años más tarde, los pintores franceses Poussin y Lorraine visitarían, por separado, Roma. Ambos definirían a este cuadro como «un paisaje heroico».
La obra representa el pasaje evangélico narrado en Mateo 2, que muestra la huida por inspiración divina de la familia de Jesús a causa de la persecución de Herodes. En el descanso, un envejecido José sostiene una partitura musical de un motete del compositor flamenco Noel Baulduin que interpreta un ángel, mientras María y el niño reposan tranquilamente al otro lado de la escena.